# Jordan Larmour
Jordan Larmour (Dublín, 10 de junio de 1997) es un jugador irlandés de rugby que se desempeña mayoritariamente como fullback y juega en el Leinster Rugby del euro–sudafricano Pro14. Es internacional con el XV del Trébol desde 2018.

## Carrera
En octubre, junto al sudafricano Aphiwe Dyantyi y el kiwi Karl Tu'inukuafe, fue nominado Mejor Jugador Novato del Mundo para ser elegido en los World Rugby Premios.

## Selección nacional
Joe Schmidt lo seleccionó al XV del Trébol para participar del Torneo de las Seis Naciones 2018 y debutó en la segunda jornada contra la Azzurri, en reemplazo del centro Robbie Henshaw.
Fue convocado para la ventana de junio donde contribuyó en la histórica victoria 1–2 sobre los Wallabies. En la ventana de noviembre jugó su primer partido como titular ante Italia y marcó un hat–trick.
Es considerado una promesa mundial. En total lleva 7 partidos jugados y 15 puntos marcados, productos de tres tries.

## Palmarés
- Campeón del Torneo de las Seis Naciones de 2018.
- Campeón de la Copa de Campeones de 2017–18.
- Campeón del Pro14 de 2017–18 y 2020–21